# Giovanni Borgia (Infans Romanus)
Giovanni Borgia, conosciuto come Infante Romano (Infans Romanus) (Roma, 1498 – 1548 circa), è stato un nobile italiano, figlio illegittimo appartenente alla famiglia Borgia.
La paternità e la maternità di Giovanni Borgia sono un mistero irrisolto che avvolge la famiglia valenciana. Secondo le carte ufficiali sarebbe figlio di papa Alessandro VI e una donna sconosciuta. L'ipotesi di alcuni storici è che in realtà l'infante romano sarebbe stato il figlio illegittimo di Lucrezia Borgia, nato da una sua relazione clandestina con un paggio papale, che il papa avrebbe riconosciuto come figlio solo per salvaguardare il nascituro e la reputazione della figlia Lucrezia.

## Biografia

### Origine
Sul bambino furono emesse due bolle pontificie, datate al 1º settembre 1501. Nella prima resa pubblica, era scritto che il bambino Dilecto filio nobili Joanni de Borgia, Infanti Romano era figlio illegittimo di Cesare Borgia. Nella seconda che doveva rimanere segreta, il Papa Alessandro VI riconosceva che il bambino, che ormai aveva già tre anni di età, era figlio suo e di una donna separata dal marito (mulier soluta). La prima bolla pare servisse unicamente ad aggirare le leggi canoniche che impedivano al Papa di riconoscere un figlio illegittimo nato durante il suo papato, mentre la seconda permetteva al bimbo di usufruire del ducato di Nepi, assegnatogli dal Papa. Secondo lo storico dei Borgia, Michael Mallett, probabilmente le due bolle discordanti sarebbero state necessarie per impedire che il bambino fosse indicato come figlio illegittimo di Lucrezia, tanto che la Borgia portò con sé varie copie di questi documenti quando si trasferì a Ferrara dopo le terze nozze.
Molti storici hanno infatti ipotizzato che in realtà l'Infans Romanus sarebbe nato da una relazione che Lucrezia Borgia avrebbe intrattenuto con un paggio di suo padre, Pedro Calderón (o Pedro Caldes), chiamato familiarmente Perotto, incaricato di sorvegliarla all'epoca del suo periodo di clausura nel convento di San Sisto, successivo all'annullamento delle nozze con Giovanni Sforza. 

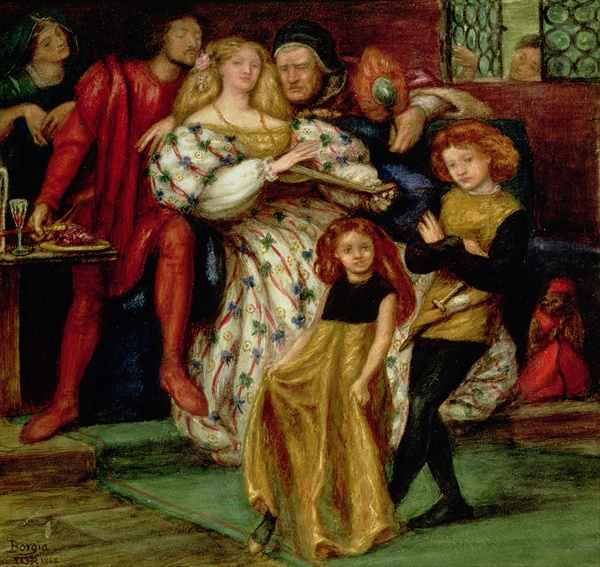
La famiglia Borgia; dipinto di Dante Gabriel Rossetti (1863).

Cristoforo Poggio, informatore dei Bentivoglio, signori di Bologna, riferì che Perotto era scomparso e si diceva fosse stato imprigionato per aver ingravidato Lucrezia. Poco dopo Burcardo maestro delle cerimonie durante il pontificato di Papa Borgia, scrisse nel suo Liber Notarum che il 14 febbraio 1498, il cadavere di Perotto fu ritrovato nel Tevere. Marin Sanudo riferì nei suoi Diarii che venne ritrovato nel Tevere anche il corpo di Pantasilea, fantesca di Lucrezia, che probabilmente aveva coperto la relazione della padrona. In un rapporto del 15 marzo 1498, Giovanni Alberto della Pigna, oratore veneziano, riferì al duca Ercole che probabilmente Lucrezia aveva partorito un figlio: «Da Roma accertasi che la figliola del Papa ha partorito».
Tuttavia la veridicità di questo fatto è dubbia visto che del presunto figlio partorito nel 1498 da Lucrezia non si saprà più nulla: secondo Sarah Bradford, biografa inglese di Lucrezia Borgia, il neonato potrebbe essere morto alla nascita o poco dopo; questa ipotesi sarebbe avvalorata dal fatto che molte gravidanze della giovane terminarono con un aborto. Secondo altri storici invece il fatto che Burcardo (ritenuto generalmente una fonte oggettiva), pur parlando di Perotto, non parli della possibile gravidanza di Lucrezia come movente del suo assassinio e soprattutto che le voci della gravidanza della Borgia siano scaturite a Bologna e Venezia invece che a Roma, dove si sarebbero svolti i fatti, sarebbero le prove che la gravidanza di Lucrezia in questo periodo sarebbe una pura invenzione.
Questa fantomatica gravidanza di Lucrezia (probabilmente avvalorata dall'uccisione di Perotto e Pantasilea) si verificò in un momento complesso della sua vita e per la sua reputazione. Durante le trattative per l'annullamento delle nozze (giustificate a detta del Papa dall'impotenza del marito della figlia che non avrebbe consumato il matrimonio), Giovanni Sforza accusò il Papa di incesto con Lucrezia. Questa notizia ebbe una vasta eco sia nelle corti italiane sia in quelle straniere. La nascita di Giovanni Borgia proprio in quel periodo fece ipotizzare che il bambino sarebbe stato un frutto dell'incesto fra Lucrezia e il padre. Quando la seconda bolla fu ritrovata nel 1506, la tesi dell'incesto paterno tornò in auge, assieme a quella di incesto fraterno (nonostante Lucrezia non fosse affatto menzionata) fino al XIX secolo.

### Giovinezza
In un'altra bolla del successivo 17 settembre, il papa attribuì a Giovanni Borgia alcuni dei beni confiscati ai Colonna e ai Savelli, e lo nominava duca di Nepi e di Palestrina. Fu anche signore di Vetralla e duca di Camerino. Giovanni Borgia crebbe a Roma, dove spesso si mostrò pubblicamente accanto ad Alessandro VI, Rodrigo d'Aragona, figlio di Lucrezia dal suo secondo matrimonio. Dopo la morte di Papa Alessandro VI (18 agosto 1503) fuggì con Rodrigo di Bisceglie, Rodrigo Borgia (altro figlio illegittimo di Alessandro VI), Cesare e Goffredo Borgia e alla vecchia amante del defunto pontefice Vannozza Cattanei a Civita Castellana.
Probabilmente in seguito fu affidato alle cure di Francesco Borgia, cardinale di Cosenza, per poi essere accolto e istruito a Carpi da Alberto Pio, feudatario degli Este e nipote di Pico della Mirandola, per cercare di tornare nei favori della famiglia Este dopo che aveva dato ospitalità al cappellano di Papa Giulio II. Fu Giulio II che espropriò Giovanni e Rodrigo d'Aragona delle loro proprietà.
Considerato il fratellastro della duchessa Lucrezia, sposata al duca Alfonso I d'Este, fu benvoluto dalla famiglia Este. Secondo gli storici che avvalorano la maternità di Lucrezia, il fatto che fosse trattato come un fratellastro era solo un metodo per salvare le apparenze.
Da adulto, Lucrezia cercò di trovargli una sistemazione. Per questo lo fece recare prima a Napoli da Goffredo Borgia, ma alla morte di costui, tornò a Ferrara, dove fu ricevuto con un piccolo seguito composto da un intendente, uno scudiero e un buffone. A Ferrara la sua istruzione venne affidata a Bartolomeo Grotto, un letterato. Di carattere litigioso e scialacquatore, il giovane Borgia accompagnò il duca di Ferrara alla corte di Francia, accompagnato da due gentiluomini ferraresi, recando doni alla regina Claudia. Tuttavia nonostante gli sforzi del suo seguito, Francesco I spazientito dai comportamenti inappropriati del Borgia lo fece tornare a Roma.

### Gli ultimi anni
Giovanni Borgia fu un oratore nella curia papale. Si sa poco degli anni successivi della vita di Giovanni Borgia. Nel 1529 si adoperò per recuperare il ducato di Camerino, contro l'altra erede Giulia Varano. Fu sostenuto in questi sforzi da Alfonso I d'Este. Invocando l'investitura datagli da papa Alessandro VI, l'uomo si rivolse anche all'imperatore Carlo V, residente a quel tempo a Bologna. La disputa si concluse il 7 giugno 1532, quando papa Clemente VII respinse ogni pretesa di Giovanni Borgia sul ducato di Camerino e l'obbligò a pagare le spese processuali.
Alcuni ricercatori hanno riferito che Giovanni è morto nel 1547 a Genova. Questo sarà basato sulla lettera del 19 novembre 1547 indirizzata a Ercole II d'Este (figlio di Alfonso I e Lucrezia). Secondo questa lettera, è morto a Genova, senza lasciare un testamento. Altri sostengono che egli era ancora in vita nel 1548. Nella storiografia è comunque certo che sia morto prima del 1550. 

## Discendenza
Ebbe una figlia, 
Lucrezia; sposò il nobile romano Ciriaco Mattei e fu madre di 
Giustina Mattei; sposò Giovanni Battista Pamphilj e fu madre di 
Camillo Pamphilj, dal cui matrimonio con Maria Flaminia Cancellieri del Bufalo nacque il futuro Papa Innocenzo X.

## Probabile ascendenza
|                    |                        |                                   | Genitori          |  |  | Nonni |  |  | Bisnonni |  |  | Trisnonni |  |
|                    |                        |                                   |                   |  |  |       |  |  | …        |  |  | …         |  |
|                    |                        |                                   |                   |  |  |       |  |  | …        |  |  | …         |  |
|                    |                        | …                                 |                   |  |  |       |  |  | …        |  |  |           |  |
| …                  |                        |                                   |                   |  |  |       |  |  | …        |  |  |           |  |
|                    |                        | …                                 | …                 |  |  |       |  |  |          |  |  |           |  |
|                    |                        | …                                 | …                 |  |  |       |  |  |          |  |  |           |  |
|                    |                        | …                                 | …                 |  |  |       |  |  |          |  |  |           |  |
| Pedro Caldès       |                        | …                                 |                   |  |  |       |  |  |          |  |  |           |  |
|                    |                        | …                                 | …                 |  |  |       |  |  |          |  |  |           |  |
|                    |                        | …                                 | …                 |  |  |       |  |  |          |  |  |           |  |
|                    |                        | …                                 | …                 |  |  |       |  |  |          |  |  |           |  |
| …                  |                        | …                                 |                   |  |  |       |  |  |          |  |  |           |  |
|                    |                        | …                                 | …                 |  |  |       |  |  |          |  |  |           |  |
|                    |                        | …                                 | …                 |  |  |       |  |  |          |  |  |           |  |
|                    |                        | …                                 | …                 |  |  |       |  |  |          |  |  |           |  |
| Giovanni Borgia    |                        | …                                 |                   |  |  |       |  |  |          |  |  |           |  |
|                    | Jofre de Borja Llanzol | Rodrigo Gil de Borja              |                   |  |  |       |  |  |          |  |  |           |  |
|                    | Jofre de Borja Llanzol | Rodrigo Gil de Borja              |                   |  |  |       |  |  |          |  |  |           |  |
|                    | Jofre de Borja Llanzol | Sibila de Oms                     |                   |  |  |       |  |  |          |  |  |           |  |
| Papa Alessandro VI | Jofre de Borja Llanzol |                                   |                   |  |  |       |  |  |          |  |  |           |  |
|                    |                        | Isabel de Borja y Cavanilles      | Domingos de Borja |  |  |       |  |  |          |  |  |           |  |
|                    |                        | Isabel de Borja y Cavanilles      | Domingos de Borja |  |  |       |  |  |          |  |  |           |  |
|                    |                        | Isabel de Borja y Cavanilles      | Francisca Marti   |  |  |       |  |  |          |  |  |           |  |
| Lucrezia Borgia    |                        | Isabel de Borja y Cavanilles      |                   |  |  |       |  |  |          |  |  |           |  |
|                    |                        | Jacopo Pictoris                   | …                 |  |  |       |  |  |          |  |  |           |  |
|                    |                        | Jacopo Pictoris                   | …                 |  |  |       |  |  |          |  |  |           |  |
|                    |                        | Jacopo Pictoris                   | …                 |  |  |       |  |  |          |  |  |           |  |
| Vannozza Cattanei  |                        | Jacopo Pictoris                   |                   |  |  |       |  |  |          |  |  |           |  |
|                    |                        | Menica, moglie di Jacopo Pictoris | …                 |  |  |       |  |  |          |  |  |           |  |
|                    |                        | Menica, moglie di Jacopo Pictoris | …                 |  |  |       |  |  |          |  |  |           |  |
|                    |                        | Menica, moglie di Jacopo Pictoris | …                 |  |  |       |  |  |          |  |  |           |  |
|                    |                        | Menica, moglie di Jacopo Pictoris |                   |  |  |       |  |  |          |  |  |           |  |

## Infans Romanus nella cultura di massa
- Giovanni Borgia è il protagonista del romanzo storico De scharlaken stad ("La città scarlatta"), della scrittrice olandese Hella Haasse.
- Compare inoltre nel videogioco Assassin's Creed: Project Legacy.
- Compare in I Borgia (serie televisiva canadese) come figlio di Lucrezia Borgia e Paolo, uno stalliere di Pesaro.